# ريتشارد إيرل بلوك
ريتشارد إيرل بلوك (بالإنجليزية: Richard Earl Block)‏ هو رياضياتي أمريكي، ولد في 1931.